# AS Tanda
Association Sportive Tanda w skrócie AS Tanda – iworyjski klub piłkarski grający w iworyjskiej pierwszej lidze, mający siedzibę w mieście Tanda.

## Sukcesy
- I liga[1]:
  - mistrzostwo (1): 2014/2015, 2015/2016, 2016/2017

- Puchar Wybrzeża Kości Słoniowej[2]:
  - finał (1): 2017

## Występy w afrykańskich pucharach
| Sezon | Rozgrywki           | Runda    | Kraj              | Klub                     | Dom | Wyjazd | Dwumecz      |
| ----- | ------------------- | -------- | ----------------- | ------------------------ | --- | ------ | ------------ |
| 2016  | Liga Mistrzów       | wstępna  | Tunezja           | Club Africain            | 0–0 | 0–2    | 0–2          |
| 2017  | Liga Mistrzów       | wstępna  | Niger             | AS FAN                   | 3–0 | 1–3    | 4–3          |
| 2017  | Liga Mistrzów       | 1        | Tunezja           | Étoile Sportive du Sahel | 1–2 | 0–3    | 1–5          |
| 2017  | Puchar Konfederacji | play-off | Południowa Afryka | Platinum Stars FC        | 2–0 | 0–2    | 2–2 (k. 4–5) |
| 2018  | Puchar Konfederacji | wstępna  | Kongo             | CS La Mancha             | 0–0 | 0–1    | 0–1          |

## Stadion
Domowe mecze klub rozgrywa na stadionie o nazwie Stade Henri Konan Bédié w Tandze, który może pomieścić 3 000 widzów.

## Reprezentanci kraju grający w klubie od 2011 roku
Stan na styczeń 2023.
| - Essis Baudelaire Aka - Koffi Bouah - Willie Britto - Tiécoura Coulibaly - Wonlo Coulibaly - Inza Diabaté - Hermann Djobo - Ange Gloudoueu - Ange Pacôme Gnagbo - Simon Kangoh - Thierry Kassi - Marcelin Koffi | - Sitionan Konaté - Koffi Constant Kouamé - Marius Okpekon - Oumar Sako - Ibrahim Samassi - Badra Ali Sangaré - Abdoul Aziz Siahoune - Mohamed Sylla - Ibrahim Traoré - Kévin Zougoula - Daouda Diakité - Moussa Yedan |